# (884) Priam
(884) Priam, ou internationalement (884) Priamus, est un astéroïde troyen de Jupiter. Il a été découvert par Max Wolf le 22 septembre 1917 à Heidelberg en Allemagne.

## Caractéristiques
Il partage son orbite avec Jupiter autour du Soleil au point de Lagrange L5 dans le "camp troyen", c'est-à-dire qu'il est situé à 60° en arrière de Jupiter.
Son nom fait référence au roi mythique de Troie, Priam. Sa désignation provisoire était 1917 CQ.